# بيلي هيوز
وليام موريس «بيلي» هيوز (بالإنجليزية: Billy Hughes) (25 سبتمبر 1862 - 28 أكتوبر 1952) هو سياسي أسترالي والرئيس السابع لوزراء استراليا من العام 1915 حتى 1923.
ولد هيوز في لندن لوالدين غاليين. هاجر إلى أستراليا في سن 22 عامًا، وانخرط في الحركة العمالية الوليدة. انتُخب عضوًا في الجمعية التشريعية لنيوساوث ويلز في عام 1894، وعضوًا في حزب العمال في نيوساوث ويلز، ثم نُقل إلى البرلمان الفيدرالي الجديد في عام 1901. جمع هيوز بين حياته السياسية المبكرة ودراساته القانونية بدوام جزئي، وقُبل في نقابة المحامين عام 1903. دخل مجلس الوزراء لأول مرة في عام 1904، في عهد حكومة واتسون القصير، ثم أصبح فيما بعد النائب العام في عهد حكومات أندرو فيشر. انتخب نائبًا لزعيم حزب العمال الاسترالي عام 1914.
أصبح هيوز رئيسًا للوزراء في أكتوبر 1915، إذ تقاعد فيشر حينها بسبب اعتلال صحته. كانت الحرب هي القضية المهيمنة آنذاك، وتسبب دعمه وإرساله للقوات المجندة إلى الخارج بحدوث انقسام داخل صفوف العمال. طُرد هيوز ومؤيدوه من الحزب في نوفمبر 1916، لكنه تمكن من البقاء في السلطة وترأس حزب العمل الوطني الجديد، الذي اندمج بعد بضعة أشهر مع الليبراليين ليشكل الاثنان الحزب القومي. أعيد انتخاب حكومته بأغلبية كبيرة في انتخابات عامي 1917 و1919. أسس هيوز طلائع الشرطة الفيدرالية الأسترالية وهيئة البحوث الأسترالية أثناء الحرب، وأنشأ عددًا من الشركات الجديدة المملوكة للدولة للنهوض باقتصاد ما بعد الحرب. ترك انطباعًا كبيرًا على قادة العالم الآخرين في مؤتمر باريس للسلام عام 1919، حيث ضمن السيطرة الأسترالية على غينيا الجديدة التي كانت تحت السيطرة الألمانية سابقًا.
في انتخابات عام 1922، فقد القوميون أغلبيتهم في البرلمان وأُجبِروا على تشكيل ائتلاف مع حزب البلاد. كانت استقالة هيوز ثمنًا مقابل دعم حزب الدولة، وخلفه ستانلي بروس رئيسًا للوزراء. أصبح أحد كبار منتقدي بروس مع مرور الوقت، وفي عام 1928، وبعد نزاع حول العلاقات الصناعية، غيّر هيوز ومؤيدوه موقفهم في اقتراح الثقة وأسقطوا الحكومة. بعد فترة من الاستقلالية، شكل هيوز منظمته الخاصة، وسماها الحزب الأسترالي، الذي اندمج في عام 1931 مع حزب آخر ليشكلا حزب أستراليا المتحدة الجديد (يو أيه بّي). عاد إلى مجلس الوزراء في عام 1934، واشتهر بتحذيراته التنبؤية ضد الإمبريالية اليابانية. في وقت متأخر من عام 1939، حال بينه وبين حكمه لفترة ثانية كرئيس للوزراء فارق ضئيل فقط من الأصوات، وخسر صوت قيادة حزب أستراليا المتحدة لصالح روبرت مينزيس.
يُعرف هيوز عمومًا بأنه أحد أكثر السياسيين الأستراليين نفوذًا في القرن العشرين. كان شخصية مثيرة للجدل طوال حياته، وما يزال المؤرخون يناقشون إرثه. تسببت آراؤه القوية وطريقته القاسية في كسبه أعداء سياسيين كثر، أغلبهم أعضاء في أحزابه. اتهم معارضو هيوز إياه بالانخراط في الاستبداد والشعبوية، فضلًا عن تأجيج الطائفية، إذ كان استخدامه لقانون احتياطات الحرب لعام 1914 على وجه الخصوص مثيرًا للجدل. اعتبره زملاؤه السابقون في حزب العمل خائنًا، في حين شكك المحافظون فيما اعتبروه سياساته الاقتصادية الاشتراكية. مع ذلك، تمتع بشعبية كبيرة بين عامة الناس، وخاصة بين الجنود السابقين، الذين أطلقوا عليه لقب «الحفار الصغير».

## سنواته المبكرة

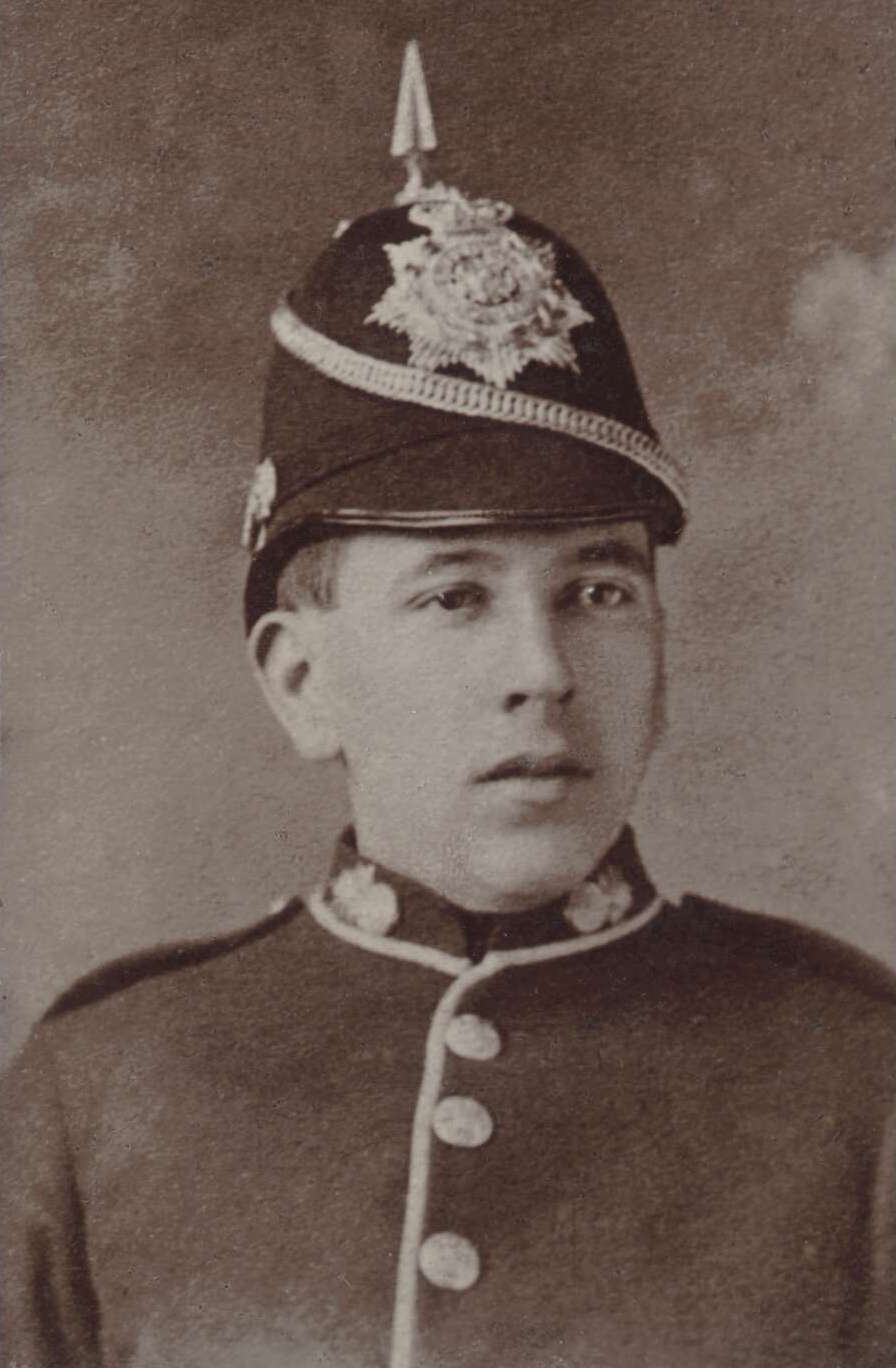
بيلي هيوز يرتدي زي فرقة رويال فيوزيليرز.

### ولادته وخلفيته العائلية
ولد هيوز في 25 سبتمبر 1862 في 7 موتيرون بليس، بيملكو، لندن، وهو ابن ويليام هيوز وجين موريس السابقة. كان كلا والديه غاليين. كان والده، الذي عمل نجارًا وحرفيًا في قصر وستمنستر، من شمال ويلز وكان يتحدث اللغة الويلزية بطلاقة. كانت والدته خادمة منزلية من قرية لانسانتفريديم ميشين الصغيرة (بالقرب من الحدود الإنجليزية)، وتتحدث الإنجليزية فقط. كان هيوز الطفل الوحيد. بلغ عمر والديه وقت زواجهما، في يونيو 1861، 37 عامًا.

### ويلز
توفيت والدة هيوز في مايو 1869، حين كان عمره ست سنوات. أرسله والده بعد ذلك ليتلقى تربيته على يد أقاربه في ويلز. خلال الفصول الدراسية، عاش مع أخت والده، ماري هيوز، التي كانت تملك نزلًا في لاندودنو يُدعى «برين روزا». حصّل مصروفه من خلال القيام بالأعمال المنزلية للمستأجرين لدى عمته والغناء في جوقة الكنيسة المحلية. بدأ هيوز تعليمه الرسمي في لاندودنو، إذ التحق بمدرستين صغيرتين في كل منهما مدرّس واحد. أمضى أيام العطل مع عائلة والدته في لانسانتفريد. قسّم وقته هناك بين «وينلان»، وهي مزرعة لعمته الأرملة (مارغريت ماسون)، و«بلاس بيدو»، مزرعة جيران جده وجدته (بيتر وجين موريس).
اعتبر هيوز سنواته الأولى في ويلز أسعد أوقات حياته. كان فخورًا جدًا بهويته الويلزية، وأصبح نشطًا لاحقًا في المجتمع الويلزي الأسترالي، وتحدث كثيرًا في احتفالات يوم القديس ديفيد. أطلق هيوز على اللغة الويلزية اسم «لغة الجنة»، لكن فهمه لها كان غير مكتمل. حاله حال العديد من أبناء عصره، لم يتلقَ تعليمًا رسميًا للغة الويلزية، وواجه صعوبات خاصة في التهجئة. مع ذلك، تلقى رسائل من متحدثي اللغة الويلزية ورد عليها طوال حياته السياسية، وبصفته رئيسًا للوزراء، تبادل الشتائم مع ديفيد لويد جورج باللغة الويلزية.

### لندن
في سن الحادية عشرة، التحق هيوز بمدرسة القديس ستيفن في وستمنستر، وهي واحدة من العديد من المدارس الكنسية التي أنشأتها السيدة بورديت كوتس المحبة للخير. فاز بجوائز في الهندسة واللغة الفرنسية، وتلقى جائزته في الفرنسية من اللورد هاروبي. بعد الانتهاء من تعليمه الابتدائي، تدرب بصفته «مدرسًا» لمدة خمس سنوات، إذ كان يوجه الطلاب الأصغر سنًا لمدة خمس ساعات في اليوم مقابل دروس شخصية من مدير المدرسة وراتب صغير. في مدرسة القديس ستيفن، تواصل هيوز مع الشاعر ماثيو أرنولد، الذي كان مراقبًا ومفتشًا مدرسيًا محليًا في المنطقة. أُعجب أرنولد، الذي أمضى عطلته بالصدفة في لاندودنو، بهيوز وأهداه نسخة من الأعمال الكاملة لشكسبير؛ نسب هيوز الفضل لأرنولد في غرس حبه الأدب داخله مدى الحياة.
بعد أن أنهى تدريبه المهني الأولي، بقي هيوز في مدرسة القديس ستفين وعمل مدرسًا مساعدًا. لم يكن لديه أي اهتمام بالتدريس كمهنة، ورفض أيضًا عرض ماثيو أرنولد الذي اقترح أن يؤمن له عملًا كتابيًا في كوتس. سمح له أمنه المالي النسبي بمتابعة اهتماماته الخاصة لأول مرة، وتضمنت قرع الجرس وركوب القوارب في نهر التايمز والسفر (مثل رحلة لمدة يومين إلى باريس). انضم أيضًا إلى كتيبة متطوعين من رويال فوزليرز، والتي ضمت أساسًا الحرفيين والعمال ذوي الياقات البيضاء. في وقت لاحق من حياته، وصف هيوز لندن بأنها «مكان للرومانسية والغموض والإيحاء».

## روابط خارجية
- بيلي هيوز على موقع الموسوعة البريطانية (الإنجليزية)
- بيلي هيوز على موقع إن إن دي بي (الإنجليزية)
- بيلي هيوز على موقع ديسكوغز (الإنجليزية)